# Tonga (Burkina Faso)
Pour les articles homonymes, voir Tonga (homonymie).
Tonga est une localité située dans le département de Gorgadji de la province du Séno dans la région Sahel au Burkina Faso.